# Tro, håb og Batman
|  | Denne artikel er oprettet af botten PalnaBot ud fra en ekstern database. Den kan derfor have sproglige fejl eller mangler. Denne skabelon kan fjernes efter kontrol af indholdet. |

Tro, håb og Batman er en dansk børnefilm fra 2000 instrueret af Linda Krogsøe Holmberg efter manuskript af Dunja Gry Jensen.

## Handling
En enkel og varm film om kunsten at miste. Christians far dør af kræft, og Christian bliver alene med sin mor. Sammen prøver de at forstå og at finde en ny måde at leve videre med hinanden og med den, som gik bort. Christian kaster sin omsorg på et lille pindsvin, han aldrig har set. Han fodrer det, tror på det og kan sige "pindsvin" på alverdens sprog. Nabopigen udfordrer hans forestillinger, både om faderen og om pindsvinet, men er samtidig hans fortrolige i sorgens tid. Hun og moderen hjælper Christian til at komme videre, til at give faderen en ny bolig, inden i Christian selv. Filmen tager fat på et vanskeligt emne på en direkte og følelsesfuld måde.